# Puteri Anetta Komarudin
Puteri Anetta Komarudin, née le 21 août 1993 à Bandung, est une femme politique Indonésienne, et membre du conseil représentatif du peuple de la république d'Indonésie. Elle est membre du parti du Golkar.